# Trivalea-Moșteni
Trivalea-Moșteni là một xã thuộc hạt Teleorman, România. Dân số thời điểm năm 2002 là 3461 người.